# Henri Laurent
Henri Laurent, född 1 april 1881 i Beaulieu-sur-Loire, död 14 februari 1954 i La Rochelle, var en fransk fäktare.
Laurent blev olympisk bronsmedaljör i värja vid sommarspelen 1900 i Paris.